# Albin Sjögren

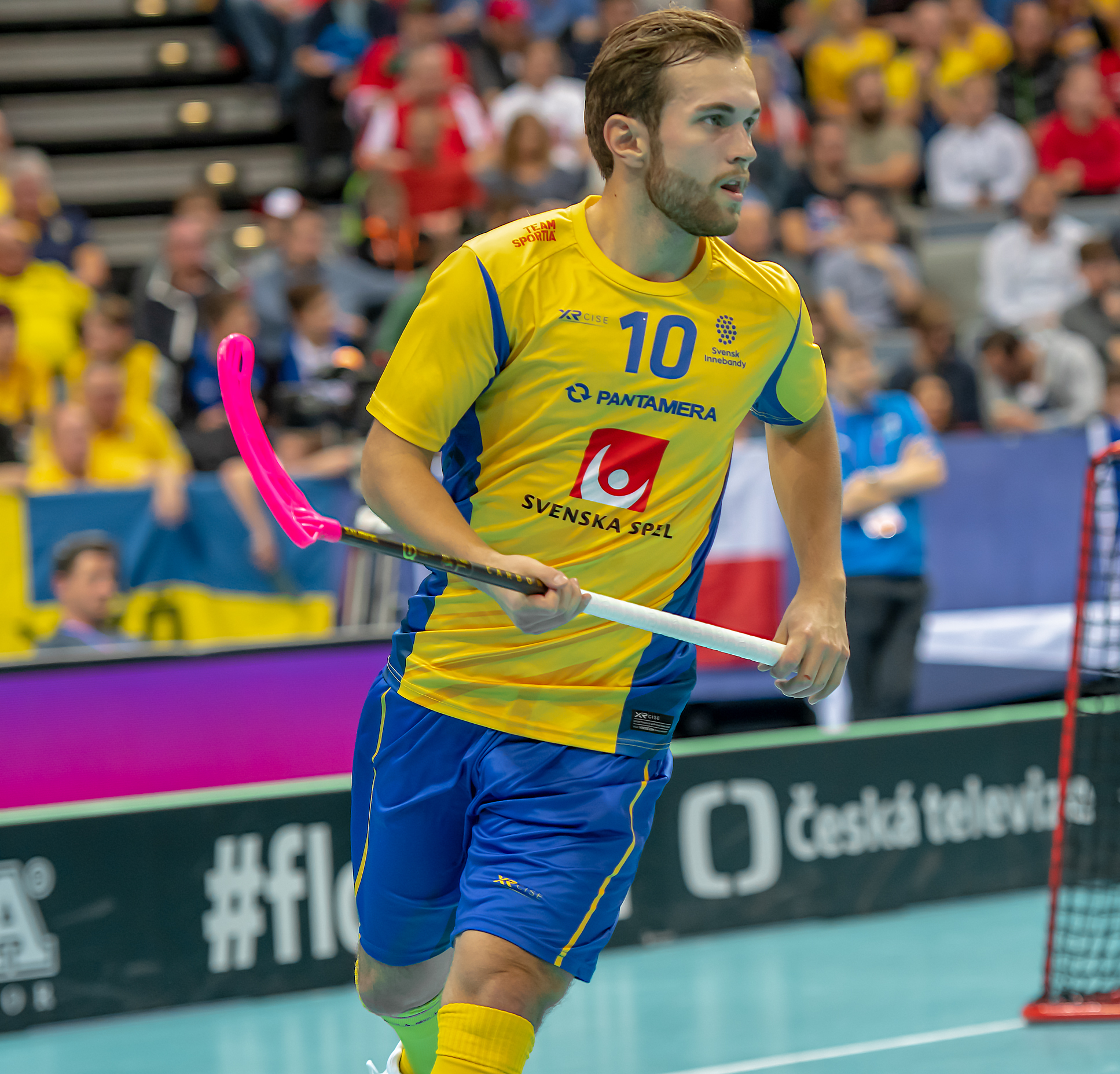
Albin Sjögren under VM i Prag 2018.

Albin Johan Teodor Sjögren, född 18 november 1994 i Barkarby församling i Stockholms län, är en svensk innebandyspelare för Storvreta IBK och det svenska landslaget.
Han började sin karriär som ung i Bele Barkarby IF. Under ungdomsåren ådrog Albin en korsbandsskada vilket resulterade i att han var borta från spel en hel säsong. Tack vare en viss huvudtränare kunde Albin ta sig tillbaka i spel och kom sedan med i Stadslaget två år på raken. 
År 2013 skrev Albin på för Storvreta IBK och har varit där sen dess.
Meriter: 3 SM-guld, 2 Champions Cup guld, 1 VM Guld, 1 VM-silver. Säsongen 17/18 vann han hela SSL poängliga med hela 70 poäng och belönades med priset årets forward i svensk innebandy.